# Брегова охрана на Съединените щати
Бреговата охрана на Съединените американски щати (на английски: United States Coast Guard, съкратено USCG) е клон (вид) на Въоръжените сили на САЩ за контрол върху спазването на законите в морето, съдействие на моряците, издирване и спасяване на нуждаещи се и охрана на бреговата ивица. Подчинена е на Министерството на вътрешната сигурност от 2003 г. Тя е измежду общо 7-те служби на САЩ, които са униформени, както и най-малката въоръжена служба. (В други страни често бреговата охрана е род войски в състава на ВМС.)
Официално обявените цели са да защитава обществото, околната среда, икономическите интереси и сигурността на САЩ във всеки морски район, където тези интереси могат да бъдат изложени на риск, включително международни води, американските брегове, пристанища и вътрешните водни пътища.